# Доманев (Серадзький повіт)
Доманев (пол. Domaniew) — село в Польщі, у гміні Блашки Серадзького повіту Лодзинського воєводства.
Населення — 302 особи (2011).
У 1975-1998 роках село належало до Серадзького воєводства.

## Демографія
Демографічна структура станом на 31 березня 2011 року:
|          | Загалом | Допрацездатний вік | Працездатний вік | Постпрацездатний вік |
| -------- | ------- | ------------------ | ---------------- | -------------------- |
| Чоловіки | 162     | 36                 | 106              | 20                   |
| Жінки    | 140     | 23                 | 79               | 38                   |
| Разом    | 302     | 59                 | 185              | 58                   |